# Керкен
Керкен (нем. Kerken) — община в Германии, в земле Северный Рейн-Вестфалия.
Подчиняется административному округу Дюссельдорф. Входит в состав района Клеве.  Население составляет 12,8 тыс. человек (2009); в 2000 г. - 12,5 тысяч. Занимает площадь 58 км².
Коммуна подразделяется на 4 сельских округа.